# 松澤浩明
松澤 浩明（まつざわ ひろあき、1960年4月3日 - 2010年11月18日）は日本のギタリスト、作曲家。 息子は2.5次元アニソンメタルバンド「ZAMB」のギタリストのGAK。

## 来歴
- 1977年（昭和52年）、大阪府立藤井寺高等学校在学中、後にLAZYやLOUDNESSのオリジナルメンバーとなる高崎晃や樋口宗孝らと出会う（高崎とは同学年）。その後、追手門学院大学に進学。
- 1983年（昭和58年）、樋口宗孝のソロアルバム「ディストラクション 〜破壊凱旋録」にセッション参加。
- 1984年（昭和59年）4月1日、山田信夫、河野陽吾らとMAKE-UPを結成しデビュー。
- 1987年（昭和62年）、MAKE-UP解散後、Dragon flyなどのバンドで活動。浜田麻里や影山ヒロノブ、本城未沙子などに楽曲提供やサポート、レコーディングも務める。
- 2009年（平成21年）1月11日、MAKE-UP再結成。
- 2010年（平成22年）11月18日、21時34分、心筋梗塞で死去。享年50歳。
- アニメ「聖闘士星矢」の初代テーマ曲「ペガサス幻想」「聖闘士神話-ソルジャードリーム-」などアニメソングを中心に多くのヒット曲を世に残した。